# Felidae (filme)
Felidae (Brasil: Felidae - O Gato Detetive) é um filme animado alemão de 1994 direcionado ao público adulto, do gênero suspense, dirigido por Michael Schaack, baseado no romance homônimo de 1989 de Akif Pirinçci. 
O filme conta a história de um gato chamado Francis que, após se mudar para um novo bairro com seu dono, investiga vários assassinatos cometidos contra outros gatos.

## Elenco
- Francis - Ulrich Tukur
- Blaubart - Mario Adorf
- Claudandus/Pascal - Klaus Maria Brandauer
- Jesaja - Helge Schneider
- Kong - Wolfgang Hess
- Professor Julis Preterius - Gerhard Garbers
- Joker - Ulrich Wildgruber
- Felicitas - Mona Seefried
- Gustav Löbel - Manfred Steffen
- Archie - Uwe Ochsenknecht
- Nhozemphtekh - Michaela Amler
- Gregor Mendel - Christian Schneller
- Hermann 1 - Tobias Lelle
- Hermann 2 - Frank Röth
- Pepeline - Alexandra Mink

## Elenco de dublagem
- Francis - Sérgio Moreno
- Blaubart/Bluebeard/Barba Azul - Daoiz Cabezudo
- Claudandus/Pascal - ?
- Jesaja/Isaias/Gustav Löbel - Ézio Ramos
- Kong - Antônio Moreno
- Professor Julius Preterius - Gilberto Baroli
- Joker - Paulo Wolf
- Felicitas/Felicity/Pepeline - Marli Bortoletto
- Archie - ?
- Nhozemphtekh - Cristina Rodrigues
- Gregor Mendel - Borges de Barros
- Hermann 1 - Carlos Falat
- Hermann 2 - ?
- Distribuição: Paris Filmes (America Vídeo Filmes/America Kids)
- Estúdio de dublagem: Álamo, São Paulo, SP
- Mídia: Cinema/VHS